# Hiéroglyphe égyptien O23

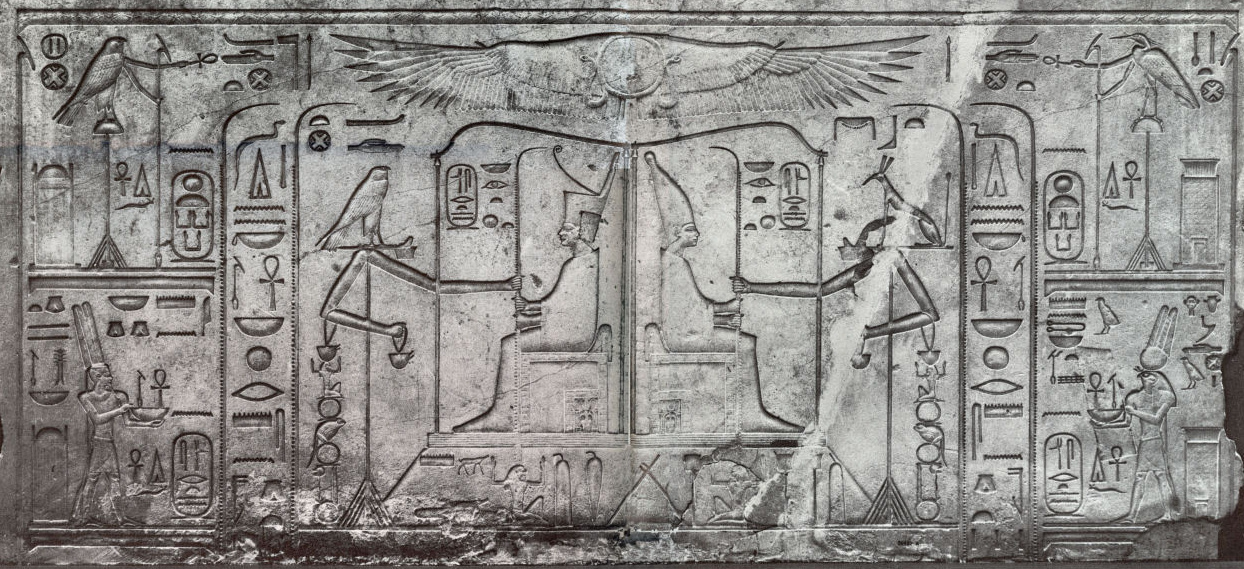
Double estrade lors de la fête-Sed de Sesostris III

Pour les articles homonymes, voir Estrade (homonymie).
L'estrade, en hiéroglyphes égyptiens, est classifiée dans la section O « Bâtiments, parties de bâtiments etc. » de la liste de Gardiner ; cet hiéroglyphe y est noté O23.

## Représentation
Il représente une estrade avec deux trône et deux dais, élément central de la fête-Sed elle est utilisée pour le double couronnement symbolique du pharaon de Haute et Basse-Égypte. Il est translittéré ḥb-sd.

## Utilisation
| O23 | W4 | / | W4 | s | d · N20 | O23 |

| O23 | W4 | / | W4 | s | d · N20 | O23 |

jubilé ».
| W4 |

| W4 |